# Myron Walden
Pour les articles homonymes, voir Walden.
Myron Walden est un saxophoniste américain de jazz né le 18 octobre 1973 à Miami en Floride.
À 12 ans, il s'installe avec sa famille dans le Bronx à New York.
Il gagne plusieurs prix, dont le « Charlie Parker Competition » en 1993 au Jazz at Lincoln Center. Il a enregistré plusieurs disques avec le saxophoniste ténor Marcus Strickland et son frère jumeau Ej Strickland.

## Discographie
- Hypnosis (NYC Records)
- Like a Flower Seeking the Sun (NYC Records)
- Apex Volume I (Demi Sound Recordings)
- Apex Volume II (Demi Sound Recordings)
- Higher Ground (Fresh Sound Records)
- This Way (Fresh Sound Records)